# Río Blanco, Guatemala
Río Blanco är en kommunhuvudort i Guatemala.   Den ligger i departementet Departamento de San Marcos, i den västra delen av landet, 130 km väster om huvudstaden Guatemala City. Río Blanco ligger 2 598 meter över havet och antalet invånare är 829.
Terrängen runt Río Blanco är kuperad. Runt Río Blanco är det tätbefolkat, med 550 invånare per kvadratkilometer. Närmaste större samhälle är Comitancillo, 6,6 km nordväst om Río Blanco. I omgivningarna runt Río Blanco växer huvudsakligen savannskog.